# Zealandotachina subtilis
Zealandotachina subtilis là một loài ruồi trong họ Tachinidae.